# Bad Großpertholz
Bad Großpertholz là một thị trấn ở huyện Gmünd thuộc bang Niederösterreich nước Áo. Đô thị Bad Großpertholz có diện tích 82,4 km², dân số năm 2001 là 1526 người.